# Muhàmmad Ubaidullah II
Muhàmmad Ubaidullah II fou kan de Bukharà, fill d'Abu l-Faiz Muhammad Khan (1748-1753). Era germà del kham Muhammad Abd al-Mumin Byi i a la mort del seu germà fou posat al tron per l'atalik Muhammad Rahim Byi, que no volia usurpar directament el tron, però no va tenir cap poder, el qual va quedar totalment a mans de l'atalik. El russo-grec Nikolai Grigorief, que va viure a Bukharà uns deu anys, i va anar a Rússia el 1752, diu que era fill de Shah Timur Khan dels aralians o aralsk, però Negri i Meyendorf estan d'acord que era fill d'Abu l-Faiz.
Va ser proclamat quan només tenia 16 anys i era feble de ment i de cos. Vers el 1751-1752 Shah Ahmad Durrani, fundador de l'estat afganès, va fer les paus amb Shah Rukh Mirza, sobirà de Khurasan, i va enviar al seu visir Beghi Khan amb un exèrcit a sotmetre els territoris de Bukharà al sud de l'Oxus (que havien estat en mans de Pèrsia del 1740 al 1747 però havien estat recuperats vers aquesta última data). Després de combats poc importants els afganesos van conquerir Maymana, Andkhoy, Akhsi, Shaburgan, Serpul, Balkh, Khulm, Badakhxan i Bamiyan, on va designar governadors i va deixar guarnicions.
Muhammad Ubaidullah II encara regnava quan Grigorief va deixar Bukharà el 1752. La seva sort és desconeguda i no se sap si va morir naturalment, fou assassinat o simplement fou deposat el 1753, si bé la primera opció sembla la més raonable; Muhammad Rahim no va designar successor i sense agafar el títol de kan, va assolir les funcions que fins aleshores no tenia, és a dir algunes cerimonials, i es va casar amb una filla d'Abu l-Faiz Muhammad.